# میکله آماری
میکله آماری (ایتالیایی: Michele Amari زاده ۷ ژوئیه ۱۸۰۶ در پالرمو- درگذشته ۱۶ ژوئیه ۱۸۸۹ در فلورانس) تاریخ‌نگار و خاورشناس سیسیلی که بخش عمده‌ای از مطالعات خود را بر روی شناخت تاریخ جزیره سیسیل و از جمله دوران حضور مسلمانان در آن متمرکز کرد.
از مهمترین آثار وی که به زبان‌های دیگر نیز ترجمه شده است «تاریخ مسلمانان سیسیل» (Storia dei Musulmani di Sicilia) است که به تاریخ ۱۸۵۴ منتشر کرد.